# 飴玉ロック
『飴󠄀玉ロック』（あめだまロック）は、ヴィジュアル系・ダンスロックバンド、アンティック-珈琲店-の1stミニアルバム。2005年2月23日に発売された。

## 解説
- 「完売集+αアルバム」として発売され、前にリリースしたシングル作品「キャンデーホリック」、「ハツコイ」、「√69」の収録曲を収録されている。

## 収録曲
1. キャンデーホリック
  - 作詞・作曲: カノン
  - デビューシングル。
2. 妄想愛好家
  - 作詞: みく / 作曲: 輝喜
  - シングル「キャンデーホリック」収録曲。
3. 3P
  - 作詞: みく / 作曲: アンティック-珈琲店-
  - シングル「キャンデーホリック」収録曲。
4. ハツコイ
  - 作詞: みく / 作曲: 坊
  - デモテープ「ウズマキ染色体/ハツコイ」収録曲。イントロにデモテープ盤にはない掛け声が入っている。
5. 踊るメルヘン時計
  - 作詞: みく / 作曲: カノン
  - シングル「√69」収録曲。
6. ペアリング
  - 作詞: みく / 作曲: 輝喜
  - シングル「√69」収録曲。
7. 高井戸